# Клецкая иешива
Эц Хаим (ивр. עץ חיים‎, «Древо Жизни») — здание недействующей иешивы в городе Клецке. Известна также как Клецкая иешива.

## История
В первой половине XVIII века в Клецке был построен бет-мидраш, а в 1796 году была основана большая клецкая синагога.
Иешива Эц Хаим переехала в Клецк из Слуцка в 1921 году. Строительство иешивы длилось с 1927 года по 1929.
В 1939 году иешива Эц Хаим перебралась в Вильнюс, а в 1941 году раву Котлеру удалось уехать в Америку и открыть иешиву в Лейквуде под названием Бейт Мидраш Гавоа. Со временем она стала одной из самых больших и влиятельных ешив мира с ответвлениями в Иерусалиме, Мельбурне.
После войны помещение клецкой иешивы использовалось в качестве районного дома культуры.
После 1974 года не использовалось. Какое-то время в бывшей еврейской школе располагался продуктовый магазин.
24 ноября 2015 года в клецкой иешиве прошёл урок Торы. Делегация ультраортодоксальных евреев из США, Израиля, Украины, Беларуси, Мексики прибыли в Клецк.

## Архитектура
Иешива имеет прямоугольную форму и укрыта двускатной крышей. Основной вход выделен ризалитом с завершенным щитом арочным проемом в стене. Фасады имеют угловые лопатки и простые карнизы. Окна украшены наличниками лучковых оконных проемов.

## Преподаватели
- Аарон Котлер
- Исер Залман Мелцер
- Хаим Фимштэйн
- Зейсэль Миллер
- Эмеэзер Кочан

## Другие еврейские заведения Клецка
- Талмуд-тора (учебное заведение для мальчиков из малообеспеченных семей)
- Женская религиозная школа «Бнот Яаков»
- Школа сети Тарбут (светское образовательное учреждение)